# Colletes costaricensis
Colletes costaricensis là một loài Hymenoptera trong họ Colletidae. Loài này được Friese mô tả khoa học năm 1916.